# О состоянии и задачах научной работы Института геологических наук АН СССР
О состоянии и задачах научной работы Института геологических наук АН СССР — публикация стенограммы Сессии расширенного Ученого Совета ИГН АН СССР, которая прошла в Москве 15—22 ноября 1948 года и дополнительно обсуждалась 7 декабря 1948 года. Книга названа по теме основного доклада директора ИГН АН СССР академика И. Ф. Григорьева.
Книга важна тем, что впервые стали доступны обсуждения важнейших вопросов геологических наук середины XX века, в которых приняли участие известные советские геологи и географы.
Стенограмма интересна тем, что это фактически продолжение известной Августовской сессии ВАСХНИЛ 1948 г., но только среди геологов. Материалы Ноябрьской сессии геологов оставались неизвестными. Почвоведам особенно будет интересен материал по изучению четвертичного периода и спор начавшийся между геологами и географами по поводу методов изучения четвертичных отложений и количества оледенений.

## История
Расширенная сессия геологов проходила в Москве в ноябре 1948 года в объединённом Институте геологических наук АН СССР, в здании, где расположен современный ИГЕМ РАН.
Выступления слушало около 1000 сотрудников и гостей Института. Велась стенограмма выступлений, тексты предоставляли докладчики.
Было рассмотрено состояние дел в геологических науках в СССР к концу 1948 года. Сессия стала продолжением Августовской сессии ВАСХНИЛ (1948) (Стенограмма «О положении в биологической науке»).

## Содержание
На Сессии рассматривались вопросы: стратиграфия и четвертичная геология, тектоника, петрография и петрология, литология, минералогия и геохимия, изучение рудных и угольных месторождений, вулканология и другие. Относительно мало внимания было уделено геологии нефти и газа, геофизике.
Были приглашены геологи и горные инженеры из институтов АН СССР и Министерства Геологии СССР, из разных городов и регионов СССР (в основном Москва, Ленинград, УССР, УзССР), а также из геологических изданий и редакций.
В стенограмме опубликованы все заседания и выступления этой расширенной сессии:

### Заседания 15-22 ноября 1948 года
Заседание 15 ноября 1948 года
- Григорьев, Иосиф Фёдорович — Общий доклад о состоянии научной работы в ИГН АН СССР
- Меннер, Владимир Васильевич — стратиграфия
- Громов, Валериан Иннокентьевич — четвертичная геология

Прения по докладам:
- Заклинская, Елена Дмитриевна
- Жижченко, Борис Прокофьевич
- Шатский, Николай Сергеевич
- Вахрамеев, Всеволод Андреевич
- Коротков, Сергей Тихонович
- Москвитин, Александр Иванович
- Сельский, Владимир Александрович
- Горский, Иван Иванович
- Шанцер, Евгений Виргильевич
- Раузер-Черноусова, Дагмара Максимилиановна
- Боч, Сергей Геннадиевич
- Яншин, Александр Леонидович
- Руженцев, Василий Ермолаевич
- Заключительное слово В. В. Меннера и В. И. Громова.

Заседание 16 ноября 1948 года
- Шатский, Николай Сергеевич — тектоника

Прения по докладу:
- Косыгин, Юрий Александрович
- Заварицкий, Александр Николаевич
- Шатский, Николай Сергеевич
- Брод, Игнатий Осипович
- Мазарович, Александр Николаевич
- Жемчужников, Юрий Аполлонович
- Горский, Иван Иванович
- Гзовский, Михаил Владимирович
- Херасков, Николай Павлович
- Саакян, Папик Саакович
- Шульц, Сергей Сергеевич
- Сельский, Владимир Александрович
- Сапожников, Дмитрий Гаврилович
- Обручев, Сергей Владимирович
- Пейве, Александр Вольдемарович
- Леонов, Георгий Павлович
- Николаев, Виктор Арсеньевич
- Кропоткин, Петр Николаевич
- Заключительное слово Н. С. Шатского.

Заседание 17 ноября 1948 года
- Заварицкий, Александр Николаевич — петрография и вулканология
- Белянкин, Дмитрий Степанович — петрография и петрология
- Соустов, Николай Иванович (по поручению Б. М. Куплетского) — общая петрография

Прения по докладам:
- Шанцер, Евгений Виргильевич
- Коржинский, Дмитрий Сергеевич
- Преображенский, Иван Александрович
- Ренгартен, Владимир Павлович
- Воробьёва, Ольга Анисимовна
- Кропоткин, Петр Николаевич
- Сирин, Николай Андреевич
- Николаев, Виктор Арсеньевич
- Залесский, Борис Владимирович
- Коптев-Дворников, Владимир Сергеевич
- Заключительное слово докладчиков.

Заседание 18 ноября года
- Пустовалов, Леонид Васильевич — Положение в науке об осадочных горных породах
- Страхов, Николай Михайлович — О путях развития литологической теории

Прения по докладам:
- Лучицкий, Владимир Иванович
- Авдусин, Павел Павлович
- Бергман, Андрей Георгиевич
- Казаков, Александр Васильевич
- Клёнова, Мария Васильевна
- Жемчужников, Юрий Аполлонович
- Швецов, Михаил Сергеевич
- Крашенинников, Григорий Федорович
- Шанцер, Евгений Виргильевич
- Данчев, Владимир Иванович
- Сапожников, Дмитрий Гаврилович
- Флоренский, Василий Павлович
- Бирина, Людмила Михайловна
- Теодорович, Георгий Иванович
- Калиненко, Василий Иосифович
- Донабедов, Акоп Тигранович
- Шатский, Николай Сергеевич
- Заключительное слово докладчиков.

Заседание 19 ноября года
- Сауков, Александр Александрович — геохимия
- Коржинский, Дмитрий Сергеевич — минералогия и геохимия
- Щербаков, Дмитрий Иванович — минералогия и геохимия
- Бетехтин, Анатолий Георгиевич — минералогия
- Барсанов, Георгий Павлович — минералогия в Минералогическом музее АН СССР

Прения по докладам
- Казаков, Александр Васильевич
- Власов, Кузьма Алексеевич
- Заварицкий, Александр Николаевич
- Уклонский, Александр Сергеевич
- Лучицкий, Владимир Иванович
- Белянкин, Дмитрий Степанович
- Белов, Николай Васильевич
- Соболев, Владимир Степанович
- Гинзбург, Илья Исаакович
- Щербина, Владимир Витальевич
- Янишевский, Евгений Михайлович
- Чухров, Федор Васильевич
- Герасимовский, Василий Иванович
- Волков, Петр Андреевич
- Заключительное слово докладчиков.

Заседание 20 ноября года
- Григорьев, Иосиф Фёдорович — Рудный сектор ИГН АН СССР
- Билибин, Юрий Александрович — рудные месторождения и металлогения
- Соколов, Глеб Александрович  — исследования Рудного отдела
- Вольфсон, Файтель Иосифович — изучение рудных месторождений

Прения по докладам:
- Полканов, Александр Алексеевич
- Кротов, Борис Петрович
- Гинзбург, Илья Исаакович
- Полушкин С. Л.[уточнить]
- Николаев, Виктор Арсеньевич
- Белянкин, Дмитрий Степанович
- Шаталов, Евгений Трофимович
- Ершов, Александр Дмитриевич
- Зенков, Дмитрий Акиндинович
- Субботин, Константин Дмитриевич
- Заключительное слово докладчиков.

Заседание 22 ноября года
- Горский, Иван Иванович — геология угольных месторождений

Прения по общим вопросам состояния геологии и работ Института:
- Кравцов, Алексей Иванович
- Обручев, Владимир Афанасьевич
- Белоусов, Владимир Владимирович
- Герасимов, Иннокентий Петрович
- Ершов, Александр Дмитриевич
- Заварицкий, Александр Николаевич
- Белянкин, Дмитрий Степанович
- Шатский, Николай Сергеевич
- Громов, Валериан Иннокентьевич
- Рожкова, Екатерина Владимировна
- Уклонский, Александр Сергеевич
- Симкин, Соломон Маркович
- Альтгаузен, Михаил Николаевич
- Чепиков, Константин Романович
- Боганик, Николай Степанович
- Донабедов, Акоп Тигранович
- Заварицкий, Александр Николаевич
- Григорьев, Иосиф Фёдорович

### Обсуждение в ИГН АН СССР
7 декабря 1948 года в Институте состоялось обсуждение Резолюции по итогам Сессии.
Было рассмотрено предварительное Постановление сессии расширенного Ученого Совета Института.

### Обсуждение в ОГГН АН СССР
Решение Бюро Отделения геолого-географических наук АН СССР по докладу директора ИГН АН СССР академика И. Ф. Григорьева об итогах сессии расширенного Ученого Совета ИГН, 15-22 ноября 1948 г.
- По стратиграфии
- По четвертичной геологии
- По литологии и петрографии осадочных пород
- По тектонике
- По петрографии изверженных пород
- В области минералогии и геохимии
- По рудным месторождениям
- Связь научных работ Института с запросами практики.

### Приложение
В приложении отмечено 64 научные организаций, 555 персоналий учёных (именной указатель) и добавлено более 500 подстраничных примечаний (библиографические и другие примечания).